# Grallina
Grallina é um género de ave da família Monarchidae.
Este género contém as seguintes espécies:
- Grallina bruijni
- Magpie-lark
- Grallina cyanoleuca, Pega cotovia